# 常山郡
常山郡（じょうざんぐん）は、中国にかつて存在した郡。漢代から唐代にかけて、現在の河北省石家荘市一帯に設置された。

## 歴史
常山の名称は『戦国策』に登場し、戦国時代には趙に属していた。その管轄範囲は不明であるが、現在の山西省渾源県に位置する恒山を含んでいたものと推察されている。
秦が趙を滅ぼしてその版図とすると、恒山郡を立てて、郡治を東垣県（現在の石家荘市東部）に設置した。恒山を含まない小規模な郡であった。
前漢になると文帝の諱を避けて、恒山郡は常山郡と改称され、恒山から逢山長谷一帯を管轄するようになった。前113年（元鼎4年）、郡治である真定県と附近の藁城県・肥累県・綿曼県を新たに真定国とし、常山郡の郡治は南西の元氏県に移転した。前漢の常山郡は、冀州刺史部に属し、元氏県・石邑県・桑中県・霊寿県・蒲吾県・上曲陽県・九門県・井陘県・房子県・中丘県・封斯県・関県・平棘県・鄗県・楽陽県・平台県・都郷県・南行唐県の18県を管轄した。『漢書』によれば前漢末に14万1741戸、67万7956人があった。
王莽のとき、井関郡と改称された。後漢が建てられると、常山郡の称にもどされた。
37年（建武13年）、後漢により真定国が常山郡に統合された。常山郡は常山国と改称され、周辺の中山国・趙国・鉅鹿郡との間に管轄地域の調整が行われた。後漢の常山国は元氏・高邑・都郷・南行唐・房子・平棘・欒城・九門・霊寿・蒲吾・井陘・真定・上艾の13県を管轄した。
三国の魏により、常山郡南西部に楽平郡が設置された。元氏県は趙国に移管され、郡治は再び真定県に移転した。
晋のとき、常山郡は真定・石邑・井陘・上曲陽・蒲吾・南行唐・霊寿・九門の8県を管轄した。
北魏初年に定州が立てられると、常山郡は定州に転属した。北魏の常山郡は九門・真定・行唐・蒲吾・霊寿・井陘・石邑の7県を管轄した。
北周のとき、常山郡は恒州に属した。
583年（開皇3年）、隋が郡制を廃すると、常山郡は廃止されて、恒州に編入された。607年（大業3年）に州が廃止されて郡が置かれると、恒州は恒山郡と改称された。恒山郡は真定・滋陽・行唐・石邑・九門・井陘・房山・霊寿の8県を管轄した。
621年（武徳4年）、唐が竇建徳を平定すると、恒山郡は恒州と改められた。742年（天宝元年）、恒州は常山郡と改称された。758年（乾元元年）、常山郡は恒州と改称され、常山郡の呼称は姿を消した。